# Corythoxestis sunosei
Corythoxestis sunosei là một loài bướm đêm thuộc họ Gracillariidae. Nó được tìm thấy ở Nhật Bản (Kyūshū).
Sải cánh dài 4.4-6.7 mm.
Ấu trùng ăn Uncaria rhynchophylla. Chúng ăn lá nơi chúng làm tổ.